# Microdictyon sinicum
Il microdiction (Microdictyon sinicum) è un animale estinto simile a un verme, appartenente al gruppo poco conosciuto dei lobopodi. Visse nel Cambriano inferiore (circa 520 milioni di anni fa) e i suoi resti sono stati ritrovati soprattutto in Cina, principalmente nel giacimento di Chengjiang.

## Tentacoli e scleriti
Questo animale lungo pochi centimetri era probabilmente di costituzione gelatinosa, ma possedeva alcune scaglie, dette “scleriti”, poste in dieci paia lungo il corpo. Queste strutture a forma di bottone avevano una superficie porosa, e probabilmente servivano a difendere l'animale dai potenziali predatori. Il corpo del microdiction era allungato e provvisto di strani tentacoli appaiati (posizionati esattamente sotto le scleriti), che sicuramente permettevano all'animale di spostarsi sul fondo. Scleriti analoghe a quelle rinvenute sugli esemplari completi di microdiction sono state scoperte in vari giacimenti risalenti al Cambriano inferiore, ma fino alla scoperta dell'animale completo, avvenuta nel 1989, queste strutture erano rimaste enigmatiche.

## Parentele

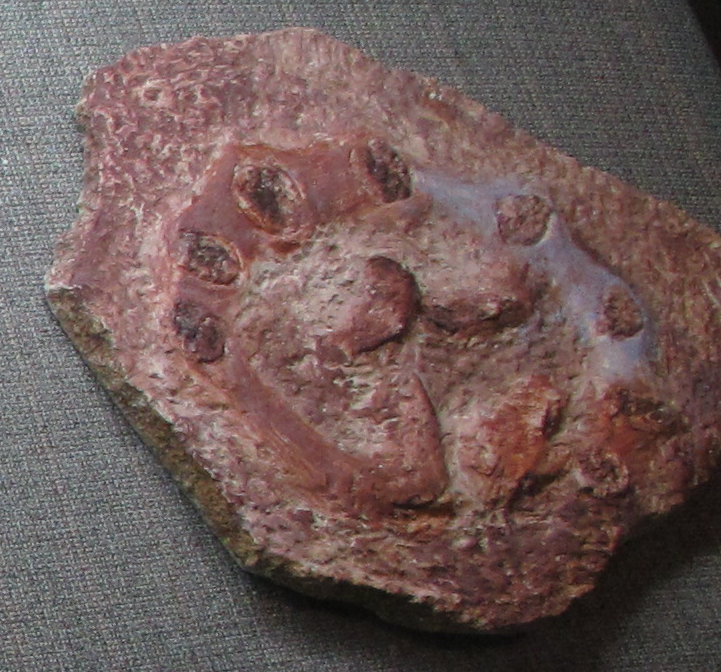
Fossile di Microdictyon sinicum

Successivamente alla scoperta di Microdictyon sono stati rinvenuti altri resti di animali simili, come Onychodictyon e Cardiodictyon, provenienti anch'essi dal giacimento di Chengjiang; questi misteriosi animali sono stati riuniti in un gruppo denominato lobopodi (Lobopoda), che si presume fosse vicino all'origine degli artropodi e degli onicofori. Altri possibili rappresentanti dei lobopodi sono i cosiddetti dinocaridi (Dinocarida), come Opabinia e Anomalocaris, e il misterioso Hallucigenia.
Il nome Microdictyon è usato anche per un genere di alghe verdi.